# Władysław Dybowski (biolog)

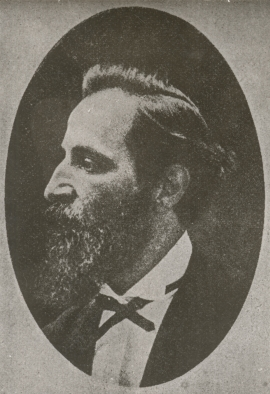
Władysław Dybowski

Władysław Dybowski herbu Nałęcz (ur. 18 kwietnia 1838 w Adamarynie, zm. 27 sierpnia 1910 w Wojnowie koło Lubczy) – polski biolog, brat Benedykta, autor wielu wartościowych publikacji naukowych na tematy zoologiczne i paleontologiczne.

## Życiorys
Urodził się w Adamarynie, w powiecie mińskim. Gimnazjum ukończył w Mińsku Litewskim, uniwersytet w Dorpacie. Członek korporacji akademickiej Konwent Polonia. Od 1876 wykładał w Dorpacie jako docent, ale z powodu dokuczliwej choroby serca i nabytego jeszcze w dzieciństwie kalectwa musiał opuścić uniwersytet i osiąść w majątku Niańkowo w Nowogródzkiem, gdzie od tej chwili prowadził swą działalność naukową.
Brat, zesłaniec, a jednocześnie biolog, dostarczał mu z Syberii bogate materiały, głównie bezkręgowce wodne. Władysław opracowywał te materiały z niesłychaną starannością, publikując szereg rozpraw i monografii, które rozsławiły jego imię w świecie naukowym. Ostatnie 10 lat życia spędził w majątku swej siostry w Wojnowie, pracując, pomimo pogłębiającej się choroby.

## Dorobek naukowy
Ma na swym koncie około 100 publikacji, głównie z dziedziny zoologii i paleontologii. Do najważniejszych należą jego rozprawy o koralach kopalnych oraz o systematyce i anatomii mięczaków i gąbek. Oprócz głównej dziedziny swoich badań interesował się też florystyką i etnografią, drukując w różnych czasopismach naukowych. Z prac warto wymienić: Studien über die Spongien des Russischen Reiches mit besonderer Berücksichtigung der Spongienfauna des Baikalsees (Petersburg, 1880), Monographie der Spongilla sibirica (Dorpat, 1884), Die Gasteropoden Fauna du Baicalsees (Petersburg, 1875), Supplement a la faune des Mollusques du lac Baical (Petersburg, 1909).

## Upamiętnienie
W Legnicy, nazwiskiem Władysława Dybowskiego upamiętniono jedną z ulic.